# 王夢堯
王夢堯，字起唐，贵州福泉人，清政治人物、同進士出身。王夢旭堂弟。

## 生平
康熙五十七年（1718年）戊戌科進士，三甲四十五名，改翰林院庶吉士，散館授檢討，官至廣西太平府知府。